# Stipagrostis arachnoidea
Stipagrostis arachnoidea là một loài thực vật có hoa trong họ Hòa thảo. Loài này được (Litv.) De Winter miêu tả khoa học đầu tiên năm 1963.